# François Letellier (homme politique)
Pour les articles homonymes, voir François Letellier et Letellier.
François Michel Letellier est un homme politique français né le 21 juillet 1740 à Bayeux (Calvados) et mort le 14 mars 1812 à Bayeux.

## Biographie
Il est le fils de Jean-Baptiste Michel Letellier, sieur de la Bertinière, et de Marie Françoise Fossey.
Avocat à Bayeux, il est procureur syndic de la commission intermédiaire provinciale, puis juge au tribunal civil de Bayeux, officier municipal et administrateur du district. 
Il est député du Calvados de 1805 à 1810.